# La parella de l'any
La parella de l'any (títol original: America's Sweethearts) és una pel·lícula estatunidenca dirigida per Joe Roth, estrenada l'any 2001. Ha estat doblada al català

## Argument
Gwen Harrison (Catherine Zeta-Jones), una famosa i insuportable estrella de Hollywood i Eddie Thomas, (John Cusack), un altre actor famós, desenganyat del món del cinema, són la parella estrella de Hollywood a punt de divorciar-se. Per promoure el seu últim film, Lee Phillips té com a missió  reconciliar-los. Demana a la germana de Gwen, Kiki (Julia Roberts), d'ajudar-la.

## Repartiment
- Julia Roberts: Kiki Harrison
- Billy Crystal: Lee Phillips
- Catherine Zeta-Jones: Gwen Harrison
- John Cusack: Eddie Thomas
- Hank Azaria: Hector
- Stanley Tucci: Dave Kingman
- Christopher Walken: Hal Weidmann
- Alan Arkin: Guia
- Seth Green: Danny Wax
- Rainn Wilson: Dave O'Hanlon
- Larry King: ell mateix
- Steve Pink: el xofer de la limusina
- Marty Belafsky: l'agent de seguretat

## Crítica
- "Amable cinta"[3]